# 川勝寺口の戦い
川勝寺口の戦い（せんしょうじぐちのたたかい）は大永7年（1527年）10月から翌大永8年（1528年）5月にかけて京都川勝寺（現・京都市右京区西京極中町長福寺（川勝寺）、および川勝寺地区付近で行われた戦い。

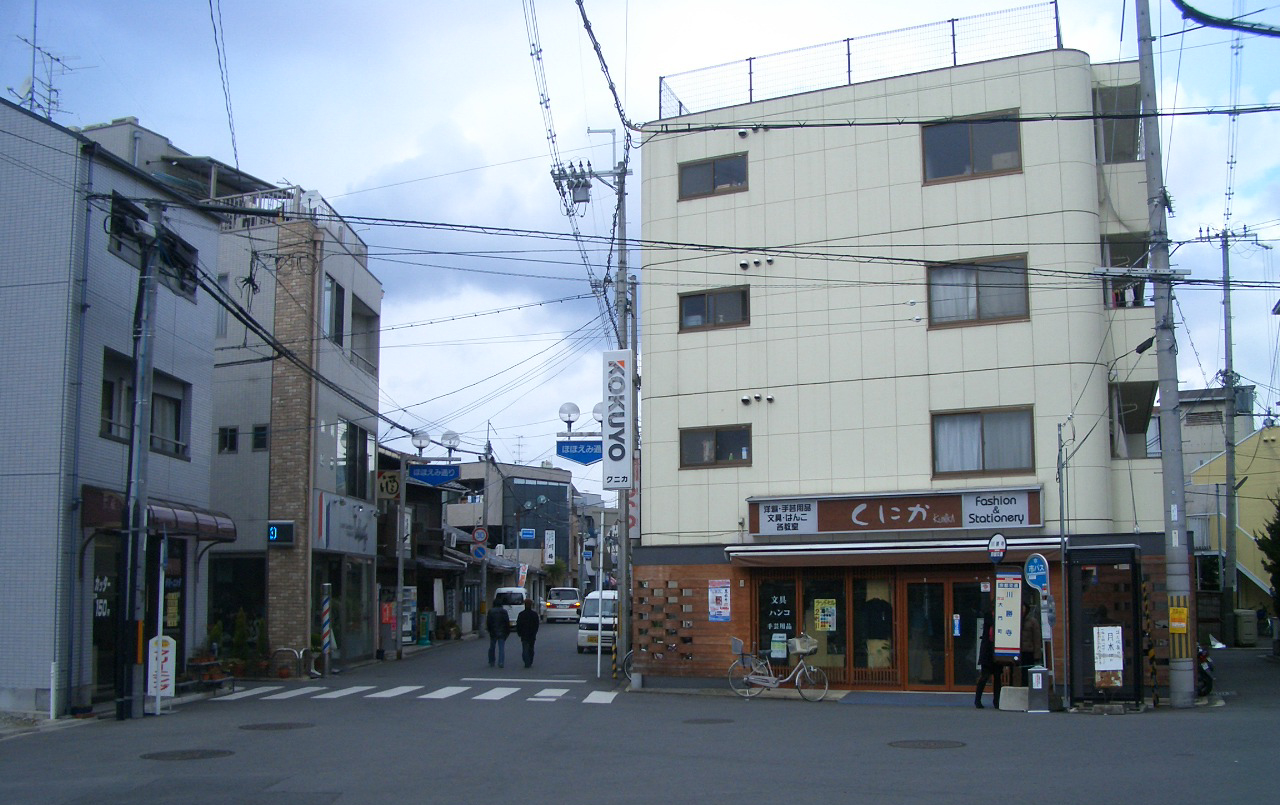
現在の川勝寺周辺

## 背景
大永6年7月13日（1526年8月20日）、室町幕府の管領として幕政を掌握していた細川高国は家臣の香西元盛を誅殺してしまう。このため、香西元盛の兄である丹波の有力領主の波多野元清とその弟の柳本賢治は四国阿波の細川晴元・三好氏や河内国の畠山義堯と密かに通じ、10月に反旗を翻した。
翌大永7年（1527年）2月、細川高国は若狭国守護の武田元光と共に、勢いに乗る柳本・三好連合軍を迎え撃つが桂川原の戦いにおいてに敗れ、将軍足利義晴と共に、六角氏を頼り、近江国の坂本に落ち延びた。また奉公衆・奉行人ら幕臣も大挙して将軍の後を追い、波多野・柳本兄弟が空白地帯となった京都に進駐した。
同年3月には足利義維と細川晴元の二人を擁する三好家当主の三好元長が和泉国堺に上陸し、同年7月足利義維は従五位下左馬頭に任じられ、堺公方と呼ばれるようになった。

## 上洛戦
近江に下った将軍足利義晴と細川高国は京都奪還のため、越前国の守護大名朝倉孝景に軍勢の催促を行なった。これを受けた朝倉孝景は、朝倉宗滴・朝倉景紀らに兵1万を率いさせ出兵、細川高国、六角定頼らの軍勢を併せて２万の軍勢を率いた将軍足利義晴は、同年10月13日に上洛し洛中から堺公方方の軍勢を駆逐した。
これに対し、同10月19日堺公方の軍勢は西七条の川勝寺口（泉乗寺口）まで後退し幕府軍を迎え撃った。堺公方の畠山義堯は足利義晴の本陣であった東寺を襲撃したが、これを朝倉宗滴・朝倉景紀ら朝倉勢が撃退した。これに対して柳本賢治が丹波から、三好元長が摂津から上洛し反撃した。一方の幕府軍にも11月29日には新たな援軍として越前から前波氏ら3千の兵が到着したが、戦線は膠着状態となり和睦交渉が始まった。

## 和睦交渉とその後
和睦交渉は、六角定頼と三好元長が主導したが、在京勢力であった柳本賢治らはこれに反発し両者の確執を生んだ。一方の幕府軍でも確執が生まれており、大永8年（1528年）3月6日、朝倉氏の軍勢は突如帰国してしまう。原因は朝倉宗滴と細川高国との不和とされる。これにより主力を失った幕府軍は和睦交渉にも失敗し、足利義晴と細川高国は5月に京都を離れ再び近江へ逃れた。
この後、細川高国は再上洛への執念を燃やし、伊賀国の仁木氏、伊勢国の北畠氏、出雲国の尼子氏など諸国を巡ったものの良い返事は得られなかった。しかし、享禄3年（1530年）、備前国守護の赤松氏を圧倒する守護代浦上村宗の支援を得ることに成功、細川晴元との最後の戦いを開始することとなる。